# عروسی روستایی
عروسی روستایی یا عروسی دهقانی (هلندی: De boerenbruiloft) یک نقاشی نقاشی روزمرگی از پیتر بروگل مهتر، نقاش هلندی دوره رنسانس است که سال ۱۵۶۷ کشیده شد و اکنون در موزه تاریخ هنر وین نگهداری می‌شود. صحنه‌های زندگی روستاییان و خرده‌دهقان‌پیشه‌ها موضوع بسیاری از نقاشی‌های پیتر بروگل قرار گرفته است، تا آنجا که او را «بروگل روستایی» نامیده‌اند.